# 朱子堰
項城恭和王朱子堰（1430年—1483年），明朝周藩唯一一代項城王，周簡王朱有爝的庶第七子。

## 生平
正統六年（1441年）四月，獲賜名子堰。九月，封項城王。
成化十九年（1483年），朱子堰去世，享年五十四歲，諡號恭和。無子，項城王的封爵被廢除。

## 家庭

### 妻
- 鄭氏，南城兵馬副指揮鄭漫女，正統十年（1445年）冊為項城王妃[4]